# Библиография Дмитрия Панфилова
Дмитрий Викторович Панфилов (1923—1995) — советский энтомолог, палеонтолог, эколог и зоогеограф, кандидат биологических наук (1952), разрабатывал вопросы эволюционной биогеографии. Д. Панфилов является автором более 140 научных трудов.

### 1949 и 1950-е
- Шаров А., Панфилов Д. Японский дубовый шелкопряд Antheraea yamamai G.-M в Приморском крае // Научно-методические записки Главного управления по заповедникам при Совете Министров РСФСР. 1949. Вып. 11. С. 221—222.
- Панфилов Д. В. Шмели подрода Cullumanobombus Vogt (Hymenoptera, Apoidea) // Труды Всесоюзного энтомологического общества. 1951. Т. 43. С. 115—128.
- Панфилов Д. В. Насекомые — опылители люцерны Сталинградской области. Автореферат диссертации на соискание ученой степени кандидата биологических наук. М.: Биолого-почвенный научно-исследовательский институт МГУ, 1952. 13 с.
- Панфилов Д. В. Энтомологическая коллекция «Вредители леса»: (Пояснительный текст к коллекции). М.: Главучтехпром, 1953. 22 с.
- Панфилов Д. В. Энтомологическая коллекция «Вредители сада»: (Пояснительный текст к коллекции). М.: Главучтехпром, 1953. 20 с.
- Панфилов Д. В. Энтомологическая коллекция «Вредители поля»: (Пояснительный текст к коллекции). М.: Главучтехпром, 1953. 16 с.
- Панфилов Д. В. Энтомологическая коллекция «Пчела медоносная»: (Пояснительный текст к коллекции). М.: Главучтехпром, 1954. 8 с.
- Панфилов Д. В. Аптерогины (Hymenoptera, Apterogynidae) фауны СССР // Труды Зоологического института АН СССР. 1954. Т. 15. С. 146—153.
- Панфилов Д. В. К экологической характеристике шмелей в условиях Московской области // Ученые записки Московского городского педагогического института им. В. П. Потемкина. 1956. Т. 61. С. 467—483.
- Панфилов Д. В. Материалы по систематике шмелей (Hymenoptera, Bombinae) с описанием новых форм // Зоологический журнал. 1956. Т. 35. № 9. С. 1325—1334.
- Панфилов Д. В. Дикие насекомые — опылители люцерны // Опыление сельскохозяйственных растений. М.: Госиздат. сель.-хоз. лит., 1956. С. 216—218.
- Панфилов Д. В. Опыт реконструкции палеогеографии Северной Евразии в четвертичном периоде по материалам современной фауны шмелей // Труды 1-й сессии Всесоюзного палеонтологического общества 24-28 января 1955 г. М.: Госгеолтехиздат, 1957. С. 97—106.
- Панфилов Д. В. Охрана насекомых // Природа. 1957. № 1. С. 16—17.
- Панфилов Д. В. О некоторых вопросах подготовки и проведения экспедиционных зоогеографических исследований наземных животных (на кит. яз.) // Объединенное научное общество. Куньмин. 1957. С. 1—10.
- Панфилов Д. В. Строение и движение ареала вида животных. Acta Entomol. Sinica. 1957. Vol. 7. № 2. P. 227—236 (кит. яз.), 237—248. (русс. яз.).
- Панфилов Д. В. О географическом распространении шмелей (Bombidae) в Китае // Acta Entomol. Sinica. 1957. Vol. 23. № 3. P. 221—228 (кит. яз.), 229—239 (русск. яз.).
- Панфилов Д. В. Шмели (Bombidae) Московской области // Ученые записки Московского городского педагогического института им. В. П. Потемкина. 1957. Т. 65. С. 191—219.
- Панфилов Д. В. Первые насекомые опылители // Природа. 1958. № 4. С. 126.
- Панфилов Д. В. «Каменные леса» на юге Китая // Природа. 1958. № 9. С. 92—95.
- Панфилов Д. В. Условия зимней жизни насекомых. Природа. 1959. № 1. С. 127—128.
- Панфилов Д. В. Ландшафтное распределение и история формирования фауны насекомых Центрального Тянь-Шаня // 4-й съезд Всесоюзного энтомологического общества Ленинград, 28 января — 3 февраля 1960 г. Тезисы докладов. Ч.1. Общая, медицинская и ветеринарная энтомология. М.-Л.: АН СССР, 1959. С. 123—126.
- Панфилов Д. В. Положение границы между тропическими и субтропическими ландшафтами в Восточной Азии (по материалам исследования природы Юньнани). Изв. АН СССР. 1959. Сер. географ. № 3. С. 31—41.
- Panfilov D.V. The Location of the Boundary between the Tropical and Subtropical Landscapes in Eastern Asia (based on material from a field study of Yuennan) // Soviet Geography. Review and Translation (New York). 1959. Vol. 1. № 5. P. 24—37.

### 1960-е
- Панфилов Д. В. О строении и динамике ареала вида животных // Вопросы географии. Сб. 48. М. 1960. С. 90-102.
- Панфилов Д. В., В. Ф. Шамурин, Б. А. Юрцев. О сопряженном распространении шмелей и бобовых в Арктике // Бюлл. МОИП. Отд. биол. 1960. Т. 65. Вып. 3. С. 53-62.
- Панфилов Д. В. Роль исторического метода в разработке единого биогеографического районирования на биогеоценотической основе // Материалы к конференции по вопросам зоогеографии суши. 15-21 апреля 1960 г. Алма-Ата: АН КазССР, 1960. С. 101—103.
- Панфилов Д. В. Новый вид цветочных ос (Hymenoptera, Masaridae) из Киргизии // Сборник трудов Зоологического музея МГУ. 1961. Т. 8. С. 165—169.
- Панфилов Д. В. Насекомые в тропических лесах Южного Китая (Серия МОИП «Среди природы»). М.: МГУ, 1961. Вып. 52. 148 с.
- Панфилов Д. В., О. Л. Россолимо, Е. Е. Сыроечковский. К фауне и зоогеографии шмелей (Bombinae) Тувы // Изв. Сиб. отд. АН СССР. 1961. № 6. С. 106—113.
- Панфилов Д. В. Особенности биоценотической структуры и географического распространения фауны насекомых Прииссыккулья // Исследование географии природных ресурсов животного и растительного мира. М.: АН СССР, 1962. С. 162—198.
- Панфилов Д. В. Применение территориальной экологической схем для исследования местообитаний насекомых (на примере шмелей) // Исследование географии природных ресурсов животного и растительного мира. М.: АН СССР, 1962. С. 255—241.
- Панфилов Д. В. Польза и вред насекомых // Дороже-золота: природа наше богатство. М.: Гос. изд-во географ. лит., 1962. С. 152—156.
- Панфилов Д. В., Зимина Л. В. Некоторые данные о гнездовании и поведении шмелей (Hymenoptera, Bombus) // Бюллетень МОИП. отд. биол. 1962. Т. 67. № З. С. 38-44.
- Панфилов Д. В. Комары-кровососы // Природа. 1963. № 5. С. 126—127.
- Панфилов Д. В., Чернов Ю. И. Методы и направления картографического исследования насекомых // Совещание по вопросам зоогеографического картографирования. Тез. докл. 1963. С. 8-9.
- Панфилов Д. В. Картирование типов населения пчелиных Евразии // Совещание по вопросам зоол. картографии. 11-15 марта 1963 г. Тезисы докладов. М. 1963. С. 71-72.
- Панфилов Д. В. Предварительные результаты картирование трофических групп насекомых на территории СССР // Совещание по вопросам зоол. картографии. 11- 15 марта. Тезисы докладов. М. 1963. С. 116—117.
- Панфилов Д. В. «Сверхорганизменная» форма жизни (Рец. на книгу И. Халифмана «Муравьи». М.: Молодая гвардия, 1963. 303 с.) // Природа. 1963. № 6. С. 122—123.
- Верещагин Н. К., А. И. Иванов, Ю. А. Исаков, О. Л. Крыжановский, Д. В. Панфилов, А. Н. Формозов, О. И. Шубникова. Карта «Зоогеографическое районирование» // Физико-географический атлас мира. М. 1963. С. 70-71.
- Исаков Ю. А., Р. П. Зимина, Д. В. Панфилов. Население животных — потребителей плодов и семян различных ландшафтов Кавказа // География плодоношения лесных древесных пород, кустарников и ягодников, значение их урожаев в народном хозяйстве и жизни фауны // Мат-лы совещания 28-30 ноября 1964 г. М. 1963. С.133-137.
- Банников А. Г., О. Л. Крыжановский, Д. В. Панфилов. Животный мир // Физическая география Китая. М.: Мысль, 1964. С. 429—498.
- Зайчиков В. Т., Д. В. Панфилов. Южный Китай (Тропический район) // Физическая география Китая. М.: Мысль, 1964. С. 574—592.
- Панфилов Д. В. Юго-западный Китай (Юнаньский район) // Физическая география Китая. М.: Мысль, 1964. С. 593—610.
- Панфилов Д. В. О субфоссильных остатках насекомых Серебряного Бора // Бюлл. МОИП. Отд. биол. 1965. Т. 70. Вып. 5. С. 115—116.
- Панфилов Д. В. Пернодизм филогенеза и вероятные причины этого явления // Тезисы докл. 12-й сессии Всесоюзного палеонтологического общества. Л., 1966. С. 33-34.
- Панфилов Д. В. Географическое распространение функционально-биоценотических групп насекомых на территории СССР // Зональные особенности населения наземных животных. М.: Наука, 1966. С. 39-51.
- Панфилов Д. В. Причины исторического развития организмов // Вестник Моск. ун-та. Сер. 8 (философия). 1966. Вып. 2. С. 38-50.
- Панфилов Д. В. О связях современной фауны шмелей Евразии с северными побережьями моря Тетис // 4-я межвузовская зоогеографич. конф. Тезисы докладов 26-30 сентября 1966 г. Одесса. 1966. С. 207—208.
- Исаков Ю. А., Р. П. Зимина, Д. В. Панфилов. Животный мир // Кавказ. М: Наука, 1966. С. 256—304.
- Панфилов Д. В. Географическое распространение и происхождение континентальных и островных биокомплексов // Структура и функционально-биоценотическая роль животного населения суши. Мат-лы совещания 23-24 февраля 1967 г. М. 1967. С. 10-13.
- Панфилов Д. В. О роли насекомых в древних и современных континентальных биоценозах // Зоологический журнал. 1967. Т. 46. Вып. 5. С. 645—656.
- Панфилов Д. В. Жук из далекого прошлого // Юный натуралист. 1968. № 3. С. 19.
- Панфилов Д. В. Эколого-ландшафтная характеристика юрской фауны насекомых Каратау // Юрские насекомые Каратау. М.: Наука, 1968. С. 7-22.
- Панфилов Д. В. Каллиграмматиды (Neuroptera, Kalligrammatidae) из юрских отложений Каратау // Юрские насекомые Каратау М.: Наука, 1968. С. 166—174.
- Панфилов Д. В. Общий обзор населения пчелиных Евразии // Сборник трудов Зоологического музея Московск. ун-та. 1968. Т. 11. С. 18-35.
- Панфилов Д. В. Новые виды среднеазиатских и закавказских перепончатокрылых (Hymenoptera: Chrysididae, Masaridae, Vespidae) // Сборник трудов Зоологического музея Московск. ун-та. 1968. Т. 11. С. 36-43.
- Peters G., D.V. Panfilow. Ergebnisse der zoologischen Forschungen von Dr. Z. Kaszab in der Mongolei (Hymenoptera) Hummeln (Bombus) und Schmarotzerhummeln (Psithyrus) // Reichenbachia. 1968. Bd. II. Nr. 16. S. 177—182.
- Панфилов Д. В. Периодичность филогенеза и его вероятные причины // Закономерности развития органического мира по данным палеонтологии: Труды 12-й сессии Всесоюзного палеонтологического общества. Л. 1968. С. 132—136.
- Панфилов Д. В. Животный мир равнин: Хозяйственная роль животных и ресурсы животного мира равнин // Средняя Азия. М.: Наука, 1968. С. 268—291.
- Исаков Ю. А., Р. П. Зимина, Д. В. Панфилов. Структура животного населения Кавказа и его средообразующая деятельность // Советские географы 21-му Международному географическому конгрессу (Нью-Дели, 1968 г.). Тезисы докладов и сообщений. М.: Наука, 1968. С. 70-72.
- Isakov Ju. A., R.P. Zimina, D.V. Panfilov, L.P. Nikolaeva. Animal Population Structure of the main Landscapes in the Caucasus and its Landscape- forming Activity // Spravy geogrfickego ustavu CSAV. Brno. 1968. P. 41-48.
- Панфилов Д. В. В мире насекомых. М.: Лесная промышленность, 1969. 128 с.
- Исаков Ю. А., Д. В. Панфилов. Зональные особенности ресурсов животного мира СССР // ВИНИТИ. Итоги науки. География. Вып. 7. Ресурсы животного мира СССР (география запасов; использование, воспроизводство). М. 1969. С. 7-45.
- Панфилов Д. В. К 70-летию Георгия Устиновича Линдберга // Изв. АН СССР. Сер. географ. 1969. Вып. 6. С. 132—133.

### 1970-е
- Исаков Ю. А., Панфилов Д. В. Роль животных в биоценозах африканских саванн // Проблемы животного мира Африки: Мат-лы совещания 19-20 ноября 1970 г. М. 1970. С. 6-10.
- Панфилов Д. В. Особенности животного мира Мадагаскара и Маскаренских островов // Проблемы животного мира Африки: Мат-лы совещания 19-20 ноября 1970 г. М. 1970. С. 10-12.
- Исаков Ю. А., Панфилов Д. В. Основные аспекты средообразующей деятельности животных // Средообразующая деятельность животных: Мат-лы к совещанию 17-18 декабря 1970 г. М.: МГУ, 1970. С. 3-9.
- Панфилов Д. В. Средообразующая роль опылителей цветковых растений // Средообразующая деятельность животных: Мат-лы к совещанию 17-18 декабря 1970 г. М.: МГУ, 1970. С. 20-22.
- Исаков Ю. А., Д. В. Панфилов. Изменение структуры и распространения ландшафтных комплексов животного населения СССР в связи с хозяйственной деятельностью человека // 5-я межвузовск. зоогеограф. конференция «Влияние антропогенных факторов на формирование зоогеографических комплексов». 30 сентября — 2 октября 1970 г. Мат-лы докладов. Ч. 1. Казань. 1970. С. 4-7.
- Панфилов Д. В. Животный мир (лист 61) и Зоогеография (лист 62) // Национальный атлас Кубы. Гавана. 1970.
- Панфилов Д. В. Биоценотические комплексы животных на территории Кубы // Доклады МОИП: зоология и ботаника. М. 1971. С. 11-14.
- Герасимов И. П., Исаков Ю. А., Панфилов Д. В. Типология природных экосистем (биогеоценозов) и их антропогенная трансформация на территории СССР // Очередные задачи биогеоценологии и итоги работ биогеоценологических стационаров. Л.: Наука, 1971. С. 5-12.
- Isakov J. A., Panfilov D. V. The Principal Types of the Natural Ecosystems on the European Territory of the U.S.S.R. and their Anthropogenic Transformation // Int. Geographical Union European regional conf. Abstracts of Papers. Budapest. 1971. P. 16.
- Панфилов Д. В. Животные — механизм биосферы // Химия и жизнь. 1971. № 9. С. 61-65.
- Нечаева Н. Т., Д. В. Панфилов. К программе изучения биогеоценозов пустынь // Проблемы освоения пустынь. 1971. № 3. С. 3-12.
- Герасимов И. П., Ю. А. Исаков, Д. В. Панфилов. Типология природных экосистем (биогеоценозов) и их антропогенная трансформация на территории СССР // Очередные задачи биогеоценологии и итоги работ биогеоценологических стационаров. 30 ноября — 3 декабря 1971 г. Ч. 1 Общие вопросы биогеоценологии. Л. 1971. С. 5-12.
- Исаков Ю. А., Р. П. Зимина, Л. П. Николаева, Д. В. Панфилов. Продукция и структура животного населения основных ландшафтов Кавказа и его ландшафтообразующая деятельность // Биологическая продуктивность и круговорот химических элементов в растительных сообществах. Л.: Наука, 1971. С. 193—196.
- Панфилов Д. В. Животный мир суши // Детская энциклопедия. 3-е изд. Т.1. Земля. М.: Педагогика, 1971. С. 278—290.
- Панфилов Д. В. Экология и современность // Знание — сила. 1972. № 1. С. 31-33.
- Герасимов И. П., Ю. А. Исаков, Д. В. Панфилов. Внутренний оборот веществ в главных типах природных экосистем на территории СССР // Изв. АН СССР. Сер. географич. 1972. №. 2. С. 5-11.
- Isakov Ju. A., D. V. Panfiiov. Zonal patterns in anthropogenic transformation of natural ecosystems conservation of Nature in the Soviet Union. Some problems and solutions. Moscow. 1972.
- Зимина Р. П., Ю. А. Исаков, Д. В. Панфилов. География природных поясных экосистем Кавказа // Актуальные вопросы советской географической науки: Сб. докладов на 22 Международном географическом конгрессе (август 1972, Монреаль). М.: Наука, 1972. С. 50-53.
- Панфилов Д. В. Территориально-биоценотические комплексы животного населения юго-западного Туркменистана и прогноз их антропогенных изменений // Проблемы освоения пустынь. 1972. № 4.
- Isakov J. A., R. P. Zimina. L. P. Nikolaeva, D. V. Panfiiov. Structure and biocenotic role of the animal population in the main mountain landscapes of the Caucasus // Geology of the High-mountain regions of Eurasia. Wiesbaden. 1972.
- Панфилов Д. В. [Рец.] Б. Б. Родендорф. Направления исторического развития саркофагид. Труды Палеонтол. ин-та. Т. 116. М., Наука, 1967 // Бюллетень МОИП. Отд. биол. 1972. Т. 77. Вып. 1. С. 154.
- Панфилов Д. В. Изучать взаимодействие и противоречия биологических, эколого-географических и социапьных процессов // Вопросы философии. 1973. № 4. С. 60-61.
- Zimina R.P., Ju.A. Isakov, D.V. Panfiiov. Geography of Altitudinal Belt Ecosystems in the Caucasus // Arctic and Alpine Research. 1973. Vol. 5. № 3. P. 33-35.
- Панфилов Д. В. О так называемых биологических опасностях существования человечества // Взаимодействие природы и общества (философские, географические, экологические аспекты проблемы). М. 1973. С. 270—271.
- Панфилов Д. В. Выступление в дискуссии // Первобытный человек и природная среда. М. 1974. С. 305—307.
- Герасимов И. П., Ю. А. Исаков, С. В. Кириков, А. А. Насимович, Р. П. Зимина, Д. В. Панфилов, Э. М. Мурзаев, Г. Д. Рихтер, М. Н. Нейштадт, К. С. Ходашева, Р. И. Злотин, В. К. Рахилин, В. В. Барыкина, О. Н. Шубникова. Александр Николаевич Формозов (1899—1973) // Изв. АН СССР. Сер. географич. 1974. № 2. С. 158—160.
- Grebenchikov О., R. Zimina, You. Issakov, D.V. Panfilov. Les ecosystemes naturels et leur etagement dans le Caucase // Rev. de Geographic Alpine. 1974. Vol.62. Fasc. 2. P. 169—190.
- Панфилов Д. В. Характеристика адаптивных потребностей человека с точки зрения литоральной концепции антропогенеза // Теория и методика географических исследований экологии человека. Вып. 1. М. 1974. С. 157—161.
- Барыкина В. В., Д. В. Панфилов. Состояние и перспективы изменения биокомплексов Приаралья в связи с опусканием уровня Аральского моря // Влияние межбассейнового перераспределения речного стока на природные условия европейской территории и срединного региона СССР: Тезисы доклад
- Панфилов Д. В. Особенности состава и распространения среднеевропейской фауны шмелей (Bombus, Apoidea) // 7-й Международный симпозиум по энтомофауне Средней Европы. Тезисы докладов. Л. 1977. С. 75.
- Журавлев А. А., Д. В. Панфилов. Дикие пчелы — опылители люцерны: Агротехнические советы колхозам и совхозам. Газета-плакат Мин-ва сельского хоз- ва СССР. М.: Колос, 1977 1 лист.
- Барыкина В. В., Д. В. Панфилов. Основные типы биокомплексов // Каракумский канал и изменение природной среды в зоне его влияния. М.: Наука, 1978. С. 76-82.
- Барыкина В. В., Д. В. Панфилов. Современные тенденции в изменении естественных биокомплексов и их возможные последствия // Каракумский канал и изменение природной среды в зоне его влияния. М.: Наука, 1978. С. 171—174.
- Панфилов Д. В. Насекомые-опылители // Лес и человек. Ежегодник: 1979. М.: Лесная промышленность, 1978. С. 124—125.
- Zimina R. P., D. V. Panfilov. Geographical characteristics of the High — Mountain Biota within Nontropical Eurasia // Arctic and Alpine Research. 1978. Vol. 10. No. 2. P. 435—439.
- Панфилов Д. В. Bombus Latr. — шмели и Psithyrus Lep. — шмели — кукушки // Определитель насекомых европейской части СССР. Т. 3. Перепончатокрылые. Ч. 1. Л.: Наука, 1978. С. 508—519.
- Панфилов Д. В. Особенности экологических кризисов в истории Земли // Палеонтология и эволюция биосферы: Тезисы докладов 25-й сессии Всесоюзного палеонтологического общества 5-9 февраля 1979 г. Л. 1979. С. 44-46.
- Барыкина В. В., Д. В. Панфилов, В. А. Тимошкина. Современные тенденции изменения биокомплексов Приаралъя // Проблемы освоения пустынь. 1979. № 2. С. 34-40.
- Долин В. Г., Панфилов Д. В., Пономаренко А. Г., Притыкина Д. Н.. Ископаемые насекомые мезозоя. Киев: Наукова думка, 1979. С. 82-111, табл. 8-15, рис. 86-115, 48 и 49.
- Панфилов Д. В. Насекомые нужны всякие // Лес и человек: Ежегодник: 1981. М.: Лесная промышленность, 1979. С. 118—120. Панфилов Д. В. Устойчивость экосистем к антропогенным воздействиям // Вопросы географии. Сб. 114: Биогеографические аспекты природопользования. М.: Мысль, 1979. С. 30-33.
- Исаков Ю. А., Н. С. Казанская, Д. В. Панфилов. Классификация, география и антропогенная трансформация экосистем. М.: Наука, 1979. 225 с.
- Панфилов Д. В. Семейство Пчелы — Apidae // Определитель вредных и полезных насекомых и клещей зерновых культур в СССР. Л.: Колос, 1979. С. 241—242.

### 1980-е
- Панфилов Д. В. Карты ареалов шмелей (Bombus) — карты 91-97 // Ареалы насекомых европейской части СССР: Атлас под ред. К. Б. Городкова. Карты 73-125. Л.: Наука, 1981. С. 22-28.
- Панфилов Д. В. Надсемейство пчелиные — Apoidea // Определитель вредных и полезных насекомых и клещей технических культур в СССР. Л.: Колос, 1981. С. 191—193.
- Панфилов Д. В., М. Н. Журавлев. Сравнительно-фаунистическая характеристика Большого Кавказа на материалах разных таксонов // Экология и охрана птиц: Тезисы докладов 8-й Всесоюзной орнитологической, конф. Кишинев: Штиинца, 1981. С. 170—171.
- Панфилов Д. В. Муравьи. Насекомые // Энциклопедический словарь юного натуралиста. М.: Педагогика, 1981. С. 189—191, 199—202.
- Зимина Л. В., Д. В. Панфилов. Памяти Анатолия Николаевича Желоховцева (1903—1976) // Сборник трудов Зоологического музея МГУ. (Насекомые: Исследования по фауне Советского Союза). 1981. . Т. 19. С. 6-14.
- Панфилов Д. В. Карты ареалов шмелей (Bombus) — карты 147—150 // Ареалы насекомых европейской части СССР: Атлас под ред. К. Б. Городкова. Карты 126—178. Л.: Наука, 1982. С. 25-28.
- Панфилов Д. В. Географическое распространение наземных экосистем на территории СССР в позднем плейстоцене и голоцене // Тезисы докладов II-го конгресса ИНКВА. Т. 3. М. 1982. С. 245—246.
- Герасимов И. П., Г. А. Авсюк, B.C. Преображенский. А. А. Насимович, Р. П. Зимина, Н. С. Казанская, А. А. Тишков, Д. В. Панфилов, Р. И. Злотин, В. В. Барыкина и др. К семидесятилетию Юрия Андреевича Исакова // Изв. АН СССР. Сер. географическая. 1982. № 3. С. 133—135.
- Граве М. К., И. А. Клюканова, В. П. Костюченко, Л. М. Граве, Е. Н. Минаева, Д. В. Панфилов. Сопоставление каналов Средней Азии и южной части трассы переброски сибирских вод // Водные ресурсы. 1982. № 1. С. 102—106.
- Панфилов Д. В. Надсемейства Сколии — Scolioidea, Складчатокрылые осы — Vespoidea, Роющие осы — Sphecoidea, надсемейство Пчелиные — Apoidea // Определитель вредных и полезных насекомых и клещей овощных культур и картофеля в СССР. Л.: Колос, 1982. С. 196—198.
- Панфилов Д. В. Физико-географическое описание полигонной территории В районе г. Карабаша. Отчет о научно-исследовательской работе. Институт проблем управления, автоматики и телемеханики. М. 1983. С. 13-19.
- Барыкина В. В., Д. В. Панфилов. Природно-биологический потенциал пустынных экосистем и влияние на него антропогенных факторов // Проблемы освоения пустынь (Ашхабад). 1983. № 4. С. 31-37.
- Панфилов Д. В., М. Н. Журавлев. Биогеосистемы как основа оценки географического распространения животных // Основные понятия, модели и методы общегеографических исследований: Сб. тезисов докладов Всесоюзной теоретической конф. М. 1983. С. 58-60.
- Панфилов Д. В. Перепончатокрылые // Красная книга РСФСР. Животные. М.: Россельхозиздат, 1983. С. 425—431.
- Панфилов Д. В. Надсемейство пчелиные — Apoidea // Определитель вредных и полезных насекомых и клещей однолетних и многолетних трав и зернобобовых культур в СССР. Л.: Колос, 1983. С. 197—199.
- Исаков Ю. А., Д. В. Панфилов. География экосистем: некоторые основные понятия и перспективы развития // Современные проблемы географии экосистем: Тезисы докладов Всесоюзного совещания. М. 1984. С. 4-9.
- Панфилов Д. В., М. Н. Журавлев. Зоогеографическая характеристика основных биогеосистем Большого Кавказа // Современные проблемы географии экосистем: Тезисы докладов Всесоюзного совещания. М. 1984. С. 178—181.
- Панфилов Д. В. Экосистемная и биогеосистемная структура биосферы // Современные проблемы географии экосистем: Тезисы докладов Всесоюзного совещания. М. 1984. С. 26-28.
- Барыкина В. В., Д. В. Панфилов. Некоторые географические закономерности антропогенной трансформации экосистем Приаралья // Современные проблемы географии экосистем: Тезисы докладов Всесоюзного совещания. М. 1984. С. 304—305.
- Панфилов Д. В., М. И. Акимушкина, Н. И. Кочетова. Семейство Apidae — Пчелиные // Красная книга СССР. Т.1. М.: Лесная промышленность, 1984. С. 260—269.
- Панфилов Д. В. Надсемейство Пчелиные — Apoidea // Определитель вредных и полезных насекомых и клещей плодовых и ягодных культур в СССР. Л.: Колос, 1984. С. 216—217.
- Панфилов Д. В. Карты ареалов шмелей (Bombus) — карты 186—192 // Ареалы насекомых европейской части СССР: Атлас под ред. К. Б. Городкова. Карты 179—221. Л.: Наука, 1984. С. 28-32.
- Панфилов Д. В., А. А. Тишков. Значение классификации семейства темнохвойных лесов для зоогеографических исследований // 8-я Всесоюзная зоогеографическая конф., Ленинград. 6-8 февраля 1985 г. Тез. докл. М. 1984. С. 229—231.
- Панфилов Д. В. Перепончатокрылые // Красная книга РСФСР. Животные (переиздание). М.: Россельхозиздат, 1985. С. 425—431.
- Панфилов Д. В. Послесловие к статье А. Ф. Каменского // Бюллетень МОИП. Отд. биол. 1985. Т. 90. Вып. 6. С. 81-82.
- Панфилов Д. В. Биогеографическая структура территории СССР и задачи космического мониторинга // Космический мониторинг биосферы. Л. 1985. С. 33-41.
- Панфилов Д. В., В. В. Барыкина. Особенности экосистем песков Евразии // Экологические проблемы освоения пустынь и охрана природы. Ашхабад. 1986. С. 35-36.
- Панфилов Д. В. Предварительные сведения о составе фауны пчелиных Московской области // Науч. основы охраны живой природы Подмосковья. М. 1988. С. 58-72.
- Glazov M. V., A. A. Tishkov, N. G. Tsarevskaya, D. V. Panfilov. Problems of agrolandscape optimisation in Valdai Region, USSR // Bull. INTECOL. 1988. Vol. 16. P. 47-55.
- Панфилов Д. В. Проблемы региональной географии экосистем на территории СССР // Отчет по проблеме мониторинга Ин-та проблем управления АН СССР. 1989.
- Никитский Н. Б., А. В. Свиридов, Д. В. Панфилов, Л. Н. Мазин. Жесткокрылые, чешуекрылые и перепончатокрылые насекомые, рекомендуемые к занесению в Красную книгу РСФСР // Аннотированные списки животных для Красной книги: Рекомендации. М.: ЦНИЛ Главохоты РСФСР, 1989. С. 63-76.
- Злотин Р. И., В. Е. Флинт, А. А. Тишков, Д. В. Панфилов. Памяти Юрия Андреевича Исакова (1912—1988) // Бюллетень МОИП. Отд. биол. 1989. Т. 94. Вып. 6. С. 122—126.
- Панфилов Д. В. О структурно-функциональной дифференциации биосферы // Труды ВНИИ системных исследований. 1989. Вып. 6. С. 90-91.

### 1990-е
- Панфилов Д. В. Формирование и эволюция экосистем Земли // Геосистема во времени. М.: Институт географии АН СССР, 1991. С. 142—152.
- Панфилов Д. В. Тихоокеанский регион как место происхождения современной биоты Земного шара // Глубинное строение и проблемы происхождения Тихого океана. Владивосток: ДВО АН СССР, 1992. С. 79-105.
- Panfilov D.V. Diversity of natural ecosystems in the Russian Arctic: A guidebook. / Ed by S.V. Goryachkin, R.I. Zlotin, G.M. Tertitsky // Russian-Swedish Expedition «Tundra Ecology-94», 1994. P. 8-9.
- Макеева В. М., М. И. Непоклонова, Д. В. Панфилов. Экосистемный подход к изучению животного мира природных зон. Учебное пособие. М.: МГУ, 1994. 77 с.